# Spoorlijn Menden - Neuenrade
De spoorlijn Menden - Neuenrade is een Duitse spoorlijn en is als spoorlijn 2853 onder beheer van DB Netze.

## Geschiedenis
Het traject werd door de Preußische Staatseisenbahnen geopend op 1 april 1912. Omdat de spoorlijn deels door het dal van het riviertje de Hönne loopt, wordt de lijn in Duitsland algemeen Hönnetalbahn genoemd.

## Treindiensten
De Deutsche Bahn verzorgt het personenvervoer op dit traject met RB treinen.
| Serie | Treinsoort                  | Route                                                               | Bijzonderheden |
| ----- | --------------------------- | ------------------------------------------------------------------- | -------------- |
| RB 54 | Regionalbahn (DB Regio NRW) | Unna – Ardey – Fröndenberg – Menden (Sauerland) – Balve – Neuenrade | Hönnetal-Bahn  |

## Aansluitingen
In de volgende plaats is er een aansluiting op de volgende spoorlijn:
Menden
DB 2850, spoorlijn tussen Letmathe en Fröndenberg